# Ivan Petrovich Pavlov
Ivan Petrovich Pavlov, phiên âm tiếng Việt là Paplôp (tiếng Nga: Иван Петрович Павлов; 14 tháng 9 năm 1849 – 27 tháng 2 năm 1936) là một nhà sinh lý học, tâm lý học và thầy thuốc người Nga, viện sĩ Viện Hàn lâm Khoa học Peterburg (từ năm 1907). Ông là người đã giành giải Nobel sinh lý và y khoa năm 1904 cho công trình nghiên cứu liên quan đến hệ thống tiêu hóa. Pavlov là người đầu tiên mô tả hiện tượng "điều kiện hóa cổ điển" (classical conditioning). Ông được mệnh danh là "nhà sinh lý học bậc nhất của thế giới", đã nghiên cứu ra học thuyết duy vật về hoạt động thần kinh cấp cao và được nhận giải thưởng Nobel Sinh lý và Y khoa năm 1904 cho khám phá này.

## Cuộc đời và những nghiên cứu
Ivan Petrovich Pavlov sinh tại Ryazan, Nga. Ông từng học chuyên ngành khoa học tự nhiên tại Trường Đại học Sankt-Peterburg và nhận bằng tiến sĩ năm 1879.
Vào thập niên 1890, Pavlov nghiên cứu chức năng dạ dày của loài chó bằng cách quan sát sự tiết dịch vị của chúng, sau đó ông tính toán và phân tích dịch vị của chó và phản xạ của chúng dưới các điều kiện khác nhau. Ông để ý rằng chó thường tiết dịch vị khi phát hiện ra các tín hiệu báo hiệu sự xuất hiện của thức ăn. Sau này Pavlov đã xây dựng lên định luật nổi tiếng mà ông gọi là "phản xạ có điều kiện" dựa trên hàng loạt thí nghiệm mà ông tiến hành trước đó.
Tại Hội nghị sinh học quốc tế lần thứ 15, vị chủ tịch đã nhận xét: "Không còn nghi ngờ gì nữa, Pavlov là nhà sinh lý học bậc nhất của thế giới"

## Tác phẩm
- Hai mươi năm thực hiện trong lĩnh vực hoạt động thần kinh cao cấp ở động vật (1922)
- Phản xạ có điều kiện

Lấy cảm hứng từ những ý tưởng tiến bộ của DJ Pisarev (nhà phê bình văn học Nga nổi tiếng) và sau khi đọc cuốn "Nguồn gốc của các loài" của Charles Darwin và các tác phẩm của IM Sechnov (cha đẻ của sinh lý học Nga), chàng trai Ivan Petrovich Pavlov đã từ bỏ sự nghiệp tôn giáo để cống hiến cuộc đời mình cho khoa học. Và vì thế sau này, thế giới mới có một nhà sinh lý học kiệt xuất.
Pavlov được sinh ra trong một gia đình linh mục đông con. Ngay từ khi còn nhỏ, Pavlov đã là một đứa trẻ có óc tưởng tượng, giỏi quan sát, có nghị lực, bền bỉ và kiên nhẫn trong mọi việc. Những đức tính này đã giúp Pavlov rất nhiều cho những thí nghiệm thành công sau này.
Nhà sinh lý học Ivan Pavlov.
Cũng giống như hầu hết trẻ em khác của Ryazan, Pavlov bắt đầu quá trình học tập tại trường của nhà thờ ở Ryazan và sau đó ghi danh tại một chủng viện thần học. Pavlov rất ham đọc sách. 13 tuổi, Pavlov đã đọc rất nhiều tác phẩm nổi tiếng. Về sau Pavlov dần dần có hứng thú với sách khoa học về sinh lý.
Năm 1870, Pavlov quyết định từ bỏ việc nghiên cứu thần học và đăng ký vào học tại Đại học Saint Petersburg để nghiên cứu các ngành khoa học tự nhiên và trở thành một nhà sinh vật học. Năm 1875, Pavlov hoàn thành khóa học của mình một cách xuất sắc và đến năm 1879, ông nhận được học vị tiến sĩ.
Vào thập niên 1890, Pavlov làm việc tại Viện y học thực nghiệm. Dưới sự chỉ đạo của ông, Viện đã trở thành một trong những trung tâm quan trọng nhất về nghiên cứu sinh lý. Cũng tại đây, Pavlov đã thực hiện phần lớn các nghiên cứu của ông về sinh lý tiêu hóa. Với những nghiên cứu này, Pavlov đã mở đường cho những tiến bộ mới trong y học lý thuyết và thực tiễn; đồng thời, cho thấy rằng hệ thống thần kinh góp phần điều chỉnh quá trình tiêu hóa.
Một trong những nghiên cứu thú vị và có ý nghĩa lịch sử của ông là về vấn đề tiết dịch vị. Chúng ta đều biết, khi ăn, dạ dày sẽ tiết ra một lượng lớn dịch vị để giúp tiêu hóa thức ăn. Với quyết tâm muốn biết đại não truyền mệnh lệnh cho dạ dày như thế nào, Pavlov tiến hành thí nghiệm đối với con chó đã sống ở phòng thí nghiệm nhiều năm, đã quen với tất cả nhân viên ở đây.
Ông Pavlov đã tìm ra định luật "phản xạ có điều kiện" nhờ nghiên cứu chức năng hoạt động dạ dày của những chú chó.
Ông nhận thấy dịch vị của chó tăng lên rất nhiều khi chúng nghe thấy tiếng bước chân của nhân viên thường mang thức ăn đến cho chúng. Ông nghĩ tiếng bước chân cho chú chó biết thức ăn đang được mang tới, thông qua thần kinh đại não ra mệnh lệnh làm cho dạ dày tiết ra dịch vị. Từ phát hiện này, Pavlov nghĩ rằng, bất kỳ một tín hiệu nào như tiếng chuông, tiếng huýt sáo... gắn liền với sự xuất hiện của thức ăn trong một thời gian dài liên tục thì sẽ cho ra kết quả tương tự. Ông lặp lại thí nghiệm này trong nhiều lần. Nhưng thí nghiệm này chỉ có tác dụng với những chú chó đã ở lâu trong phòng thí nghiệm. Còn với những chú chó mới được nuôi thì không được. Pavlov cho rằng đây là loại phản ứng đối với sự kích thích từ bên ngoài. Ông gọi đó là "phản xạ có điều kiện".
Sau này, Pavlov còn đi sâu nghiên cứu về những vấn đề liên quan đến hoạt động của thần kinh, như: Công trình về sự tuần hoàn và tác động dinh dưỡng của hệ thống thần kinh; Các thực nghiệm về cơ chế thích ứng của các mạch máu; Công trình về hoạt động của các tuyến tiêu hóa; Về sinh lý của hoạt động của thần kinh cao cấp- bán cầu đại não; Học thuyết về các loại hình thần kinh của động vật và con người; Về vấn đề giấc ngủ và thôi miên; Về sinh lý học và tâm lý học trong nghiên cứu hoạt động hoạt động thần kinh cao cấp của động vật; Về bệnh lý học thực nghiệm của hoạt động thần kinh cao cấp.
Các nghiên cứu của Pavlov đã mở ra một kỷ nguyên mới về cách nhìn nhận hoạt động của hệ thần kinh cao cấp, đánh bại chủ nghĩa duy tâm, duy ý chí, đặt nền tảng cho sự phát triển y học, thú y và huấn luyện tạo thói quen cho động vật phục vụ ý muốn của con người.
Bằng hàng loạt các công trình vĩ đại của mình, Ivan Pavlov đã được trao Giải thưởng Nobel về sinh lý và y khoa năm 1904. Ngoài Giải Nobel, Ivan Pavlov còn được bầu làm Viện sĩ Viện hàn lâm khoa học Nga vào năm 1907; tiến sĩ danh dự tại Đại học Cambridge vào năm 1912 và được trao tặng Huân chương Bắc đẩu bội tinh vào năm 1915.
Có thể nói, cả cuộc đời mình, Pavlov đã dành cho khoa học, ông nói rằng "khoa học yêu cầu ở mỗi người phải có tinh thần làm việc hết sức khẩn trương và sự nhiệt tình to lớn". Ông qua đời vào ngày 27/2/1936 tại Leningrad (nay là Saint Petersburg). Cho đến tận ngày nay, Pavlop vẫn được nhắc tới như một nhà khoa học vĩ đại, một công dân mẫu mực của nước Nga.